# Krzysztof Korona
Krzysztof Piotr Korona (ur. 29 czerwca 1964 w Warszawie) – polski fizyk, profesor doktor habilitowany nauk ścisłych i przyrodniczych, specjalista w zakresie fizyki ciała stałego.

## Życiorys
Ukończył VI Liceum Ogólnokształcące im. Tadeusza Reytana w Warszawie (1983) i Wydział Fizyki Uniwersytetu Warszawskiego (1988). W 1995 roku uzyskał stopień naukowy doktora na Wydziale Fizyki UW na podstawie rozprawy Zjawiska transportu elektrycznego w silnie niestechiometrycznym GaAs, a w 2003 roku habilitowal się tamże na podstawie pracy Procesy fizyczne z udziałem ekscytonów badane w homoepitaksjalnych warstwach azotku galu. W 2021 roku otrzymał tytuł profesora nauk ścisłych i przyrodniczych.
Od 1988 roku pracownik naukowy Wydziału Fizyki UW w Instytucie Fizyki Doświadczalnej im. Stefana Pieńkowskiego, gdzie jest zatrudniony na stanowisku profesora w Zakładzie Fizyki Ciała Stałego. W latach 1998–1999 pracował jako stypendysta Fundacji im. Aleksandra von Humboldta w Instytucie Badań Ciała Stałego im. Maxa Plancka w Stuttgarcie.